# Тит Клавдий Аврелий Аристобул
Тит Клавдий Аврелий Аристобул (на латински: Titus Claudius Marcus Aurelius Aristobulus) е политик и сенатор на Римската империя през 3 век.
Аристобул е преториански префект и през 285 г. е консул заедно с император Карин и с император Диоклециан като суфектконсул. След това е проконсул на провинция Африка. От 11 януари 295 – 18 февруари 296 г. е praefectus urbi на Рим.